# Le Journal d'Aurore
 (janvier 2014).
Si vous disposez d'ouvrages ou d'articles de référence ou si vous connaissez des sites web de qualité traitant du thème abordé ici, merci de compléter l'article en donnant les références utiles à sa vérifiabilité et en les liant à la section « Notes et références ».

Le Journal d'Aurore est une série de romans pour adolescents à partir de 12 ans en trois volumes par Marie Desplechin, également adaptée en bande dessinée en 2016 avec Agnès Maupré comme dessinatrice. 

## Synopsis
La série raconte, sous un ton humoristique, l'histoire d'une jeune fille extrêmement perturbée par la vie qui a une famille très « cinglée », comme elle dit.

## Volumes

### Romans
- Tome 1 - Jamais contente (2006) -  (ISBN 9782211228176)
- Tome 2 - Toujours fâchée (2007) -  (ISBN 9782211228190)
- Tome 3 - Rien ne va plus(2009) -  (ISBN 9782211228213)

### Bandes dessinées
Une adaptation en deux tomes des romans sous forme de bandes dessinées a été effectuée en 2016-2017, Marie Desplechin se chargeant du scénario de l'adaptation de son propre roman, en collaboration avec la dessinatrice Agnès Maupré.
- Tome 1 - Jamais contente... toujours fâchée ! (2016) -  (ISBN 9782369812272)
- Tome 2 - Rien ne va plus(2017) -  (ISBN 9782369813590)